# Бій під Каровим
Битва УПА під Каровим — зіткнення що відбулося 29-30 серпня 1944 року. Це була зустріч між військами НКВС (СРСР) і силами УПА

## Початок битви
27 серпня 1944 року радянська розвідка виявила угрупування УПА, що числилося 1400 осіб, в лісі Карів-Піддубці. Для операції було виділено 3-й батальйон 2-го полку (250 осіб, командувач — майор Корженко), групи солдатів 88-го і 104-го відділів прикордонних військ (450 осіб), чотири ескадрони 29-го гвардійського полку. Підтримку піхоті надавали артилерійська та 82-мм мінометна батареї. 29 серпня на світанку радянські війська оточили ліс і зайняли позиції для атаки.

## Сутички
Курінь «Галайда» під командуванням Дмитра Пелипа, що складався з трьох сотень: «Галайда I» (командир Василь Василяшко) та «Галайда II» (командир Григорій Шклянка), протистояв енкаведистам. Сотня «Крилачі» під керівництвом Миколи Равлика-«Беркута» приєдналася до куреня. Їх підтримувала чота СКВ. О 5:30 мешканці навколишніх сіл, що втікали, попередили партизанів про оточення. Це дозволило партизанам заздалегідь зайняти оборонні позиції.
29 серпня о 7 ранку розпочався інтенсивний артобстріл, який не завдав шкоди повстанцям. Противник почав наступ зі сходу, де була розташована сотня «Галайда 2». Основний удар перенесено на центр позицій, які займала сотня «Галайда 1» і місцева чота. Енкаведисти, що наступали з півночі, відтіснили чоту Олексія Хоміна-«Максима» і спровокували панічну втечу солдатів СКВ. Василяшко перекинув чоту «Добвні» на допомогу, зібрав тікаючих стрільців і повів їх в контратаку. Після упорядкування позицій, воїни сотні «Галайда 1» продовжили наступ і змусили енкаведистів відступити. Це дозволило командиру сотні «Галайда-2» вивести свій відділ з оточення.

## Результат
О 19 годині енкаведисти отримали підкріплення і розпочали новий наступ. Це призвело до злому лінії оборони УПА на ділянці сотні «Беркута». З настанням сутінків радянські війська припинили наступ. Упівці розбилися на групи і проривалися через радянські рубежі. Вранці наступ продовжився, але в оточенні залишилися лише декілька груп упівців, які були знищені. Радянські війська оцінили втрати УПА в 625 убитих. Вони втратили 32 вбитих і 48 поранених, один солдат пропав. За даними УПА, загинуло 10 партизан, 12 були поранені. Два бійця УПА потрапили в полон. Втрати радянських військ склали приблизно 300 убитих і близько 200 поранених.